# 圣洛朗 (谢尔省)
圣洛朗（法語：Saint-Laurent，法語發音：[sɛ̃ loʁɑ̃] ⓘ）是法国谢尔省的一个市镇，位于该省西部，属于维耶尔宗区。

## 地理
圣洛朗（47°13'30"N, 2°12'7"E）面积38.72 平方千米，位于法国中央-卢瓦尔河谷大区谢尔省，该省份为法国中部省份，北起卢瓦雷省，西接卢瓦-谢尔省和安德尔省，南至克勒兹省，东南接阿列省，东临涅夫勒省。
与圣洛朗接壤的市镇（或旧市镇、城区）包括：阿洛尼、阿卢伊、维耶尔宗、巴朗容河畔维纽、武兹龙、奥尔赛。

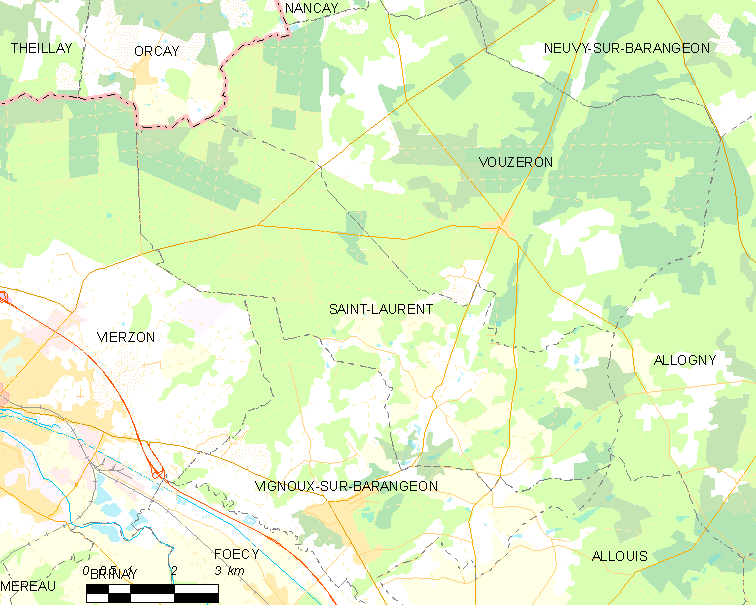
的OSM定位图

圣洛朗的时区为UTC+01:00、UTC+02:00（夏令时）。

## 行政
圣洛朗的邮政编码为18330，INSEE市镇编码为18219。

## 政治
圣洛朗所属的省级选区为圣马丹多克西尼县。

## 人口

1962-2008年间人口变化图示

圣洛朗于2022年1月1日时的人口数量为511人。